# Liste der Monuments historiques in Maimbeville
Die Liste der Monuments historiques in Maimbeville führt die Monuments historiques in der französischen Gemeinde Maimbeville auf.

## Liste der Bauwerke
| Bezeichnung      | Beschreibung              | Standort | Kennzeichnung | Schutzstatus | Datum | Bild           |
| ---------------- | ------------------------- | -------- | ------------- | ------------ | ----- | -------------- |
| Kirche St-Martin | Erbaut im 16. Jahrhundert | (Lage)   | PA00114736    | Classé       | 1950  | weitere Bilder |

## Liste der Objekte
| Bezeichnung                                                                | Beschreibung                                  | Standort                       | Kennzeichnung | Schutzstatus | Datum | Bild           |
| -------------------------------------------------------------------------- | --------------------------------------------- | ------------------------------ | ------------- | ------------ | ----- | -------------- |
| Kanzel                                                                     | Holz, zweite Hälfte des 18. Jahrhunderts      | in der Kirche St-Martin (Lage) | PM60005340    | Inscrit      | 2018  | weitere Bilder |
| Lesepult mit Adler                                                         | Holz, 18. Jahrhundert                         | in der Kirche St-Martin (Lage) | PM60005374    | Inscrit      | 2018  | weitere Bilder |
| Bank des Kirchenvorstands                                                  | Holz, zweite Hälfte des 18. Jahrhunderts      | in der Kirche St-Martin (Lage) | PM60005339    | Inscrit      | 2018  |                |
| Skulpturengruppe: Der heilige Martin teilt seinen Mantel mit einem Bettler | Holz, erste Hälfte des 16. Jahrhunderts       | in der Kirche St-Martin (Lage) | PM60001014    | Classé       | 1960  | weitere Bilder |
| Skulptur Schmerzensreiche Muttergottes                                     | Eichenholz, erste Hälfte des 16. Jahrhunderts | in der Kirche St-Martin (Lage) | PM60001015    | Classé       | 1966  |                |
| Skulptur Christus am Kreuz                                                 | Holz, polychrom gefasst, 16. Jahrhundert      | in der Kirche St-Martin (Lage) | PM60005373    | Inscrit      | 2018  |                |
| Bank des Kirchenvorstands                                                  | Holz, 18. Jahrhunderts                        | in der Kirche St-Martin (Lage) | PM60005375    | Inscrit      | 2018  | weitere Bilder |
| Wandverkleidung und zwei Retabeln                                          | Holz, 18. Jahrhundert                         | in der Kirche St-Martin (Lage) | PM60004171    | Inscrit      | 1991  |                |